# 汪若霖
汪若霖（?—1611年），字時甫，號霽寰，河南汝寧府光州（今光山縣）人。晚明官员。

## 生平
父汪治，官保定知府。十九岁，与父同登萬曆十六年（1588年）戊子科河南鄉試舉人。父登十七年己丑科進士，若霖中萬曆二十年（1592年）壬辰科三甲第四名進士，都察院觀政，六月授行人司行人。父子于二十二年甲午、二十五年丁酉，相继典試廣西。萬曆二十九年（1601年）丁憂，三十三年選授户科給事中，萬曆三十四年（1606年）二月升禮科右给事中，管十庫。三十五中年五月朔，天空下起大雨雹，汪若霖說這是“用人不广”。三十六年巡视庫藏，見老庫止銀八萬，外库荡然无存，諸邊拖欠的军饷已達百餘萬。三十六年八月因建言降調外任，謫颍州判官，三十九年卒。

## 家族
曾祖父汪日光；祖父汪良金，寿官；父汪治，乙丑進士。

## 延伸阅读
[在维基数据编辑]
 《明史卷二百三十》，出自《明史》